# Pontus Sandström
Pontus Sandström, född 26 juni 1875 i Skellefteå församling, Västerbottens län, död 13 maj 1952 i Luleå stadsförsamling, Norrbottens län, var en svensk jurist och riksdagsman för högerpartiet.
Sandström avlade hovrättsexamen 1899 och var rådman i Luleå stad 1908–1942. Han var ledamot av riksdagens första kammare 1931–1938, invald i Västerbottens läns och Norrbottens läns valkrets. Sandstöm blev riddare av Vasaorden 1922 och av Nordstjärneorden 1933. Han är begravd på Skellefteå landsförsamlings kyrkogård.